# Otto Fredric Richman den äldre
Otto Fredric Richman, född 1715, död 1762 i Stora Tuna, Dalarna, var en svensk militär, salpetersjuderiinspektor, tecknare och  målare.
Han var gift med Beata Birgitta Söderberg och far till Otto Fredric Richman. Han blev student vid Uppsala universitet 1729 och blev senare kapten vid Dalregementet. Som militär medverkade han i det sjuåriga kriget och under en sjukdomsperiod 1758 i Stralsund utförde han en del teckningar från krigsplatserna. Under sin tid i Uppsala tecknade han huvudsakligen stilleben med blommor och frukter samt djurstudier och under sin tid vid Dalregementet blev det miljöbilder och olika planscher. Richman finns representerad med ett stort antal teckningar, akvareller och tuschlaveringar vid Uppsala universitetsbibliotek.